# آیین بودایی در افغانستان

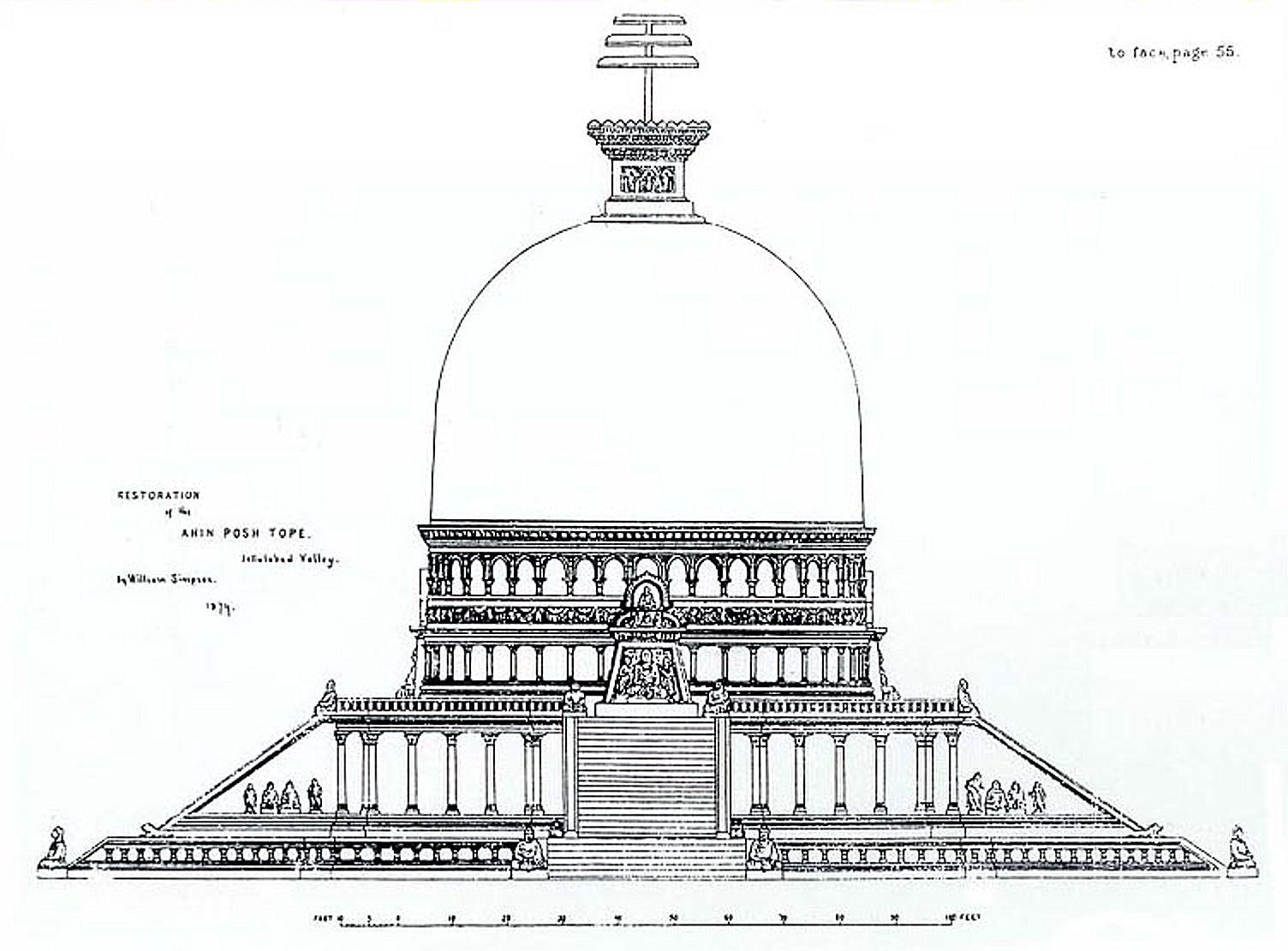
پرستشگاه بودایی ایرانی در بلخ

آیین بودایی در افغانستان یکی از مهم‌ترین نیروهای مذهبی منطقه در دورهٔ پیش از اسلام بود. گستردگی این آیین در جنوب کوه‌های هندوکش بود. بودیسم برای نخستین بار در سال ۳۰۵ پیش از میلاد که امپراتوری سلوکی یونان با امپراتوری مائوریای هند دست به همبستگی زدند، به افغانستان رسید.
فرهنگ یونان-بودیسم زیر چیرگی دولت یونانی بلخ (۲۵۰ تا ۱۲۵ پیش از میلاد) و دولت یونانی هند (۲۰۰ پیش از میلاد تا میلاد مسیح) در شمال پاکستان امروزی و افغانستان شکوفا شد.
در دورهٔ امپراتوری کوشان که از الفبای یونانی برای نوشتن زبانِ ایرانیِ بلخی استفاده می‌شد، فرهنگ یونان-بودیسم به اوج خود رسید.
لوکاسما که به پایتخت چین لوئویانگ رفت و نخستین مترجم مهایانه کتاب مقدس بوداییان به زبان چینی بود. مادارمارک سیتا که بر پایه رسالهٔ تاریخی ماهاوامسا سی هزار راهب بودایی را از بگرام به سریلانکا هدایت و وقفِ روان وِلی سایا در انوراد-هاپورا کرد.
مناندر یکم که از سال ۱۶۵ تا ۱۳۵ پیش از میلاد پادشاه دولت یونانی بلخ بود یکی از پشتیبانان سرشناس آیین بودایی است که در نوشتجات بودایی مثلاً میلیندا پانها ستایش شده‌است.
پرستشگاه پرآوازهٔ بوداییِ ایرانی در بلخ در شمال افغانستان امروزی که نا‌‌مـــــــوَر به نوا ویهارا (نوبهار) بود، به عنوان کانون یادگیری بودایی آسیای میانه چندین سده فعالیت می‌کرد.
آیین بودایی در خاور فلات ایران با یورش مسلمانان کم‌رنگ شد و سرانجام در دورهٔ غزنویان در سدهٔ پنجم خورشیدی به پایان رسید.

## گرویدن بلخ به آیین بودایی
در این‌که چرا کانون بودایی‌گری در شهر بلخ (که خود روزگاری جایگاه آتشکده پرآوازه نوبهار بود) پدید آمد، سخن بسیار است و هنوز این نکته به‌طور کامل روشن نشده‌است. برخی پژوهش‌گران برآنند که پس از سرنگونی شاهنشاهی هخامنشی بلخ از خاک ایران جدا شد و پیوند نزدیکی میان باختر و هند برقرار گشت. گویند در سال ۲۶ پیش از میلاد، پادشاه هند آشوکا که دین بودایی داشت، پیام‌آورانی برای ترویج این دین به سوی بلخ و قندهار فرستاد. پرستش‌گاه نوبهار دارای موقوفات فراوان بوده و پرده‌دار آن را «برمک» (برگرفته از واژهٔ سنسکریت پاراماکا प्रमुख، «پیشوا») می‌نامیدند و این لقب برای کلیهٔ کسانی بود که سرافرازیِ سدانت نوبهار را داشتند و خاندان برمکیان را نیز بدین نام خوانند، چون نیای خالد بن برمک سدانت این خانه را داشت.